# People Can Fly
People Can Fly es una desarrolladora de videojuegos fundada en febrero de 2002 por Adrian Chmielarz y localizada en Varsovia, Polonia. El primer título de la empresa fue Painkiller, pero muchos de sus miembros colaboraron en otros juegos. El equipo actualmente está conformado por 20 miembros, con exclusión de los contratistas externos. El 20 de agosto de 2007, Epic Games adquirió una participación mayoritaria en la empresa. La firma fue adquirida completamente por Epic en 2012 y cambió su nombre a Epic Games Poland en 2013, pero en 2015 volvió a ser independiente y a su antiguo nombre y logo.